# Isochromodes aroaria
Isochromodes aroaria är en fjärilsart som beskrevs av William Schaus 1901. Isochromodes aroaria ingår i släktet Isochromodes och familjen mätare. Inga underarter finns listade i Catalogue of Life.